# Crazy Frog Presents Crazy Hits
"Crazy Frog Presents Crazy Hits" é o álbum de estreia do personagem animado Crazy Frog, lançado em 25 de julho de 2005. Crazy Frog, conhecido por seu som característico e humor excêntrico, tornou-se um fenômeno global com seu sucesso viral "Axel F". 

## História

### Origem
"Crazy Frog Presents Crazy Hits" é um álbum que compila várias faixas de música eletrônica e pop, apresentando remixes e versões cover de sucessos bem conhecidos. O álbum foi um grande sucesso comercial, impulsionado pela popularidade do personagem Crazy Frog, que se tornou famoso com o lançamento do vídeo de "Axel F" na internet.
Crazy Frog começou como um som criado por Erik Wernquist, um animador sueco. O som original, conhecido como "The Annoying Thing", foi amplamente compartilhado online. Eventualmente, o som foi combinado com uma animação de um sapo antropomorfizado, resultando na criação do personagem Crazy Frog.
A faixa "Axel F", uma versão remixada do tema principal do filme "Beverly Hills Cop", foi o single principal do álbum e se tornou um sucesso internacional. A música alcançou o topo das paradas em diversos países e foi particularmente popular na Europa.

### Lista de Faixas
- "Intro"
- Axel F" - O principal sucesso do álbum.
- "Popcorn" - Uma versão cover da famosa música instrumental.
- "Whoomp! (There It Is)" - Uma versão remixada da música de Tag Team.
- "1001 Nights"
- "In the 80's"
- "Get Ready for This"
- "I Like to Move It" - Uma versão cover da música de Reel 2 Real.
- "Coco Jamboo"
- "Pump Up the Jam" - Uma versão cover da música de Technotronic.
- "Who Let the Frog Out?" - Uma paródia da música "Who Let the Dogs Out?".
- "Magic Melody"[1][2]
- Referências

1. ↑  Crazy Frog Presents Crazy Hits - Crazy Frog | ... | AllMusic (em inglês), consultado em 8 de julho de 2024
2. ↑  Crazy Hits by Crazy Frog on Apple Music (em inglês), 1 de janeiro de 2005, consultado em 8 de julho de 2024